# Тиафак, Нельви
Нельви Раман Хесс Тиафак (нем. Nelvie Raman Hess Tiafack; род. 3 января 1999, Буэа, Камерун) — немецкий боксёр-любитель камерунского происхождения, выступающий в супертяжёлой весовой категории.
Член национальной сборной Германии, бронзовый призёр Олимпийских игр 2024 года, чемпион Европы (2022), двукратный бронзовый призёр Европейских игр (2019, 2023), бронзовый призёр молодёжного чемпионата мира (2016), четвертьфиналист чемпионата мира (2019), многократный победитель и призёр международных и национальных турниров в любителях.

## Биография
Нельви Тиафак родился 3 января 1999 года, в городе Буэа, на юго-западе Камеруна. Затем он со своей матерью переехал в Германию.

## Любительская карьера
В детства он активно играл в футбол и баскетбол.
А в 2014 году, в возрасте 15 лет, он начал заниматься боксом, и с тех пор тренируется в Кёльне под руководством Лукаса Вилашека. С 2020 года он является спортивным солдатом бундесвера.

### 2016—2017 годы
В 2016 и в 2017 годах он становился чемпионом Германии среди молодежи.
А в ноябре 2016 года стал бронзовым призёром на Молодёжном чемпионате мира в Санкт-Петербурге (Россия), в весовой категории свыше 91 кг. Где он в четвертьфинале по очкам победил украинца Вячеслава Гаврилюку, но в полуфинале, в конкурентном бою по очкам (1:4) проиграл грузину Георгию Чигладзе.

### 2018—2019 годы
В 2018 году он впервые стал чемпионом Германии среди взрослых.
И в июне 2019 года, в Минске (Белоруссия) стал бронзовым призёром на Европейских играх выступая в супертяжёлой весовой категории (свыше 91 кг). В 1/16 финала победил поляка Адама Кулика, затем в 1/8 финала победил англичанина Фрейзера Кларка. В четвертьфинале раздельным решением судей (3:2) победил опытного армянина Гюргена Оганесяна, но в полуфинале раздельным решением судей (1:4) проиграл выступающему за Францию Мураду Алиеву.
В сентябре 2019 года, в Екатеринбурге (Россия) на чемпионате мира выступал в супертяжёлой весовой категории (свыше 91 кг). Где в 1/16 финала по очкам победил корейца Ким До Хёна, затем в 1/8 финала по очкам победил опытного алжирца Шуайба Булудината, но в четвертьфинале по очкам (0:5) проиграл опытному казахскому боксёру Камшыбеку Кункабаеву, — который в итоге стал серебряным призёром чемпионата мира 2019 года.

### 2020—2021 годы
Он активно готовился к участию в Олимпийских играх 2020 года. И в марте 2020 года был первый квалификационный турнир в Лондоне, который должен был стать этапом отбора европейских боксёров на Олимпийские игры 2020 года в Токио (Япония), но на этапе 1/16 финала турнир был остановлен из-за коронавирусной пандемии COVID-19, и немецкая сборная вернулась домой.
К осени 2020 года он занял 4-е место в мировом рейтинге AIBA и в немецкой сборной возлагала большие надежды, на то что Тиафак точно будет участвовать в Олимпиаде 2020 и сможет претендовать на призовые места.
Но из-за жёсткого коронавирусного карантина в Германии и отсутствия соревновательной практики, он не смог выйти на пик формы к лету 2021 года.
И в начале июня 2021 года в Париже (Франция), в 1/8 финала Олимпийского квалификационного турнира, по очкам (0:5) он проиграл украинцу Цотне Рогаве, — который в итоге по мировому рейтингу таки сумел квалифицироваться на Олимпийские игры 2020 года, а Тиафак остановился в одном шаге от участия в Олимпиаде.
В конце октября — начале ноября 2021 года в Белграде (Сербия), участвовал в чемпионате мира в категории свыше 92 кг. Там он в 1/16 финала победил боксёра с островов Сент-Люсии Райана Кристофера Чарльза, но в 1/8 финала проиграл по очкам раздельным решением судей (счёт: 2:3) российскому боксёра Марку Петровскому, — который в итоге стал чемпионом мира 2021 года.

### 2022—2023 годы
В феврале 2022 года стал серебряным призёром в весе свыше 92 кг престижного международного турнира «Странджа» проходившем в Софии (Болгария). Где он в четвертьфинале единогласным решением судей победил опытного россиянина Ивана Верясова, затем в полуфинале по очкам победил болгарина Йордана Морехона, но в финале проиграл по очкам опытному узбекскому боксёра Лазизбеку Муллажонову.
В апреле 2022 года стал серебряным призёром на престижном 52-м международном турнире «Гран-При Усти-над-Лабем» в Чехии, в финале раздельным решением судей проиграв Олимпийскому призёру бразильцу Абнеру Тейшейре.
В мае 2022 года стал чемпионом Европы в Ереване (Армения), в весе свыше 92 кг. Где он в 1/8 финала соревнований по очкам победил опытного россиянина выступающего за Сербию Сергея Калчугина, затем в четвертьфинале по очкам победил грузина Николоза Бегадзе, в полуфинале по очкам победил англичанина Делишеса Ори, и в финале техническим нокаутом в 3-м раунде победил опытного испанца Айюба Гадфа Дрисси.
В июне 2023 года вышел в полуфинал на III-х Европейских играх в Кракове (Польша), в весе свыше 92 кг. Где он в 1/16 финала соревнований по очкам единогласным решением судей (5:0) победил голландца Стана Бертенса, затем в 1/8 финала по очкам решением большинства судей (4:1) победил опытного француза Джамили-Дини Абуду, в четвертьфинале по очкам раздельным решением судей (3:2) опять победил испанца Айюба Гадфа Дрисси, и теперь в полуфинале встретится с азербайджанцем Мухаммадом Абдуллаевым.

### 2024 год
В марте 2024 года, в городе Бусто-Арсицио (Италия) участвовал в 1-м мировом Олимпийском квалификационном турнире, где он дошёл до четвертьфинала в весе свыше 92 кг, в котором по очкам со счётом 3:1 победил серба Душана Велетича, и завоевать лицензию для участия в Парижской Олимпиаде-2024.

## Профессиональная карьера
19 июля 2025 года дебютировал в Гейдельберге (Германия) в бою с джорнименом — 35-летним поляком Якубом Сосиньски (8-11-1, 3 КО). Тиафак сразу навязал польскому боксеру силовой бокс, ближе к концу два раза потряс Сосинки. Во втором раунде Сосиньски прятался за джебом, но часто не успевал реагировать и пропускал поэтому вязал Тиафака. В середине раунда Тафак попадает точным боковым слева, прошла ещё пара ударов в голову и рефери не открывая счёт зафиксировал победу ТКО Тиафака. Поляк не возражал. 